# John Marzluff
John Marzluff (né en 1958) est professeur de sciences de la faune à l'université de Washington.

In the Company of Crows and Ravens a été écrit avec et illustré par Tony Angell. Ils discutent des façons dont les corbeaux sont comme les humains et des nombreuses façons différentes dont les humains ont traité les corbeaux. Dans Gifts of the Crow, John Marzluff et Tony Angell ont documenté l'intelligence des corbeaux, à la fois avec des anecdotes et des recherches. Dans Subirdia, Marzluff montre comment sept oiseaux "exploiteurs" ont agrandi leurs territoires en profitant des changements environnementaux causés par l'homme, et discute de la manière dont nous pourrions améliorer nos arrière-cours pour les oiseaux. Son travail combine science, anecdotes et humour.
Son laboratoire a déjà bagué des corbeaux américains portant divers masques, ce qui a démontré que les corbeaux identifient et se souviennent des visages des gens,. Après le départ des personnes portant le masque, même les corbeaux qui n'avaient pas été témoins du marquage ont réprimandé le masque, montrant un exemple de transmission culturelle chez les corbeaux. Lui et ses collègues chercheurs ont découvert que cette transmission se faisait à la fois d'une génération à l'autre et d'un pair à l'autre. Son travail est présenté dans l'émission télévisée documentaire de PBS Nature dans l'épisode « A Murder of Crows ». Son travail avec les corbeaux comprend certaines des premières études d'imagerie cérébrale comportementale chez les oiseaux sauvages.
En 1989, il a remporté le prix H.R. Painton pour un article exceptionnel publié dans The Condor.